# 陳文可
陳文可（1894年—？），越南教育家、外交家，曾任越南國首任駐美國特命全權大使。

## 生平
陳文可1894年出生於法屬交趾支那西貢市。
1911年至1925年間，陳文可居住於法國巴黎，爲法國戰爭部殖民地勞工理事會工作（Direction des travailleurs coloniaux）。1925年回到越南西貢後，他主要從事於教學和青年教育問題，特別是體育和童軍活動方面。
1926年，陳文可被選爲法屬交趾支那殖民地委員會成員，1939年當選爲大會副主席兼預算委員會主席。
在法國與德國簽訂停戰協議後，當選爲西貢市議會成員和法屬印度支那大會常設委員會成員。
1949年越南國成立後，陳文可曾擔任陳文友內閣在1951年2月21日改組後的的國家經濟總長。
陳文可曾參加英聯邦國家發起的科倫坡計劃的會議。
1952年3月2日，陳文可被任命爲了越南國駐美國首任大使。在前往美國前，陳文可於4月29日抵達香港拜訪在港友人並向他們辭行，5月4日飛離香港返回西貢。
6月15日，陳文可抵達美國紐約。6月19日，越南駐美大使館正式啓用，陳文可就任。7月1日，陳文可向美國總統哈里·S·杜鲁门遞交國書。
1954年陳文可離職回國擔任新職務。

## 家庭
陳文可的岳父是督撫使阮文詠（Nguyễn văn Vịnh）。

## 參见
- 越南共和國駐美國大使館

## 外部鏈接
- Armed Forces Talk 403 （页面存档备份，存于）

| 外交職務    | 外交職務                                | 外交職務      |
| ----------- | --------------------------------------- | ------------- |
| 前任： 首任 | 第1任越南國駐美國大使 1952年7月－1954年 | 繼任： 陳文章 |